# The Flintstones (DC Comics)
The Flintstones è una serie a fumetti esordita nel 2016 basata sulla serie animata Gli antenati prodotta da Hanna-Barbera pubblicata dalla DC Comics negli Stati Uniti d'America come parte dell'iniziativa editoriale Hanna-Barbera Beyond, scritta da Mark Russell e disegnata da Steve Pugh. Il primo numero è uscito il 6 giugno 2016.

## Personaggi

### Personaggi principali
- Fred Flintstone
- Wilma Flintstone
- Barney Rubble
- Betty Rubble
- Pebbles Flintstone
- Bam-Bam Rubble

## Accoglienza
La serie ha raccolto recensioni critiche perlopiù positive.